# 大结局
大結局，又稱為完結篇、結局篇或最後一集。臺灣、日本及韓國稱之為最終回，香港則直接稱之為大結局。通常指電視劇中的最後一個單元或最後一集，而最後幾集通常會被稱為結局篇。大結局一詞在首播的時候會被強調，而在重播的時候則不會特別強調。

## 內容設定
一般劇集的大結局通常以預先確定的故事為結局，但某些收視高或受注目的劇集會因應觀眾的意願而作修改，製作另類的大結局故事。而大結局的內容多為較為緊張，同時帶有很多事件、道理、心事、感動或不開心的情節，到最後幾分鐘或一節常常會顯示幾年後的情況或較隆重的大事（例如婚禮）。
至於美國與英國等西方國家，因是以系列方式放送電視劇，因此每一季都會有個結局，並常稱作「季終」（Season Final）；同時，因西方國家是以收視率導向，因此常常有些劇集在尚未播畢時，便會因收視不及預期而被電視台腰斬，導致劇情不完整。幸運的話，有機會在於網路上釋出剩下集數，否則最後播出的集數便是其完結集數。

## 收視率
一般情況下，大結局的收視會較高。如劇情能引起觀眾熱烈討論，收視率或許能打破之前播出的集數的收視。

## 香港TVB劇集大結局安排
香港TVB的黃金時段首播劇集，一般安排於星期一至五播映，集數通常為5的倍數，每集長度為1小時（連廣告）。在無節目調動的情況下，第1集會於星期一首播，而大結局則於星期五播出。
如劇集首播期間曾有節目調動（例如每年11月19日直播《萬千星輝賀台慶》），或者劇集在星期二才首播，又或者劇集的集數非5的倍數，導致大結局未能於星期五播出，這些情況下大結局會安排於星期六或日播出。